# セント・ヘリア
セント・ヘリア（英語: Saint Helier, ジャージー語: Saint Hélyi; フランス語: Saint-Hélier）は、イギリスの王室属領であるチャンネル諸島のジャージー代官管轄区にある行政教区である。チャンネル諸島で最大の教区で、ジャージー島全体の約34.2%の人が住んでいる。

## 歴史
教区名は、中世の聖人であり、ジャージー島で殉教した聖ヘリアにちなんでいる。
1155年にセント・ヘリア聖堂が修道院の隣に建てられた。聖堂は宗教改革で閉鎖され、聖堂のあった場所には城砦化された城が建てられた。城は当時のジャージーの統治者により、エリザベス1世にちなんでエリザベス城と名づけられた。
18世紀末までに、町には家、店、倉庫などが海岸の丘に沿って次々建てられた。
ジョージ2世により、新しい港を建設するために町に200ポンドが与えられた。1751年に感謝のためジョージ2世の銅像が広場に建てられた。広場の名前は王立広場に代えられた。
1781年1月6日のアメリカ独立戦争中、フランスがジャージ島を占拠するために攻撃してきて、王立広場はジャージーの戦いの舞台となった。

## 姉妹都市
- フンシャル、ポルトガル
- アヴランシュ、フランス
- バート・ヴュルザッハ、ドイツ
- 貝塚市、大阪府、日本

## 気候
| セント・ヘリアの気候          | セント・ヘリアの気候 | セント・ヘリアの気候 | セント・ヘリアの気候 | セント・ヘリアの気候 | セント・ヘリアの気候 | セント・ヘリアの気候 | セント・ヘリアの気候 | セント・ヘリアの気候 | セント・ヘリアの気候 | セント・ヘリアの気候 | セント・ヘリアの気候 | セント・ヘリアの気候 | セント・ヘリアの気候 |
| 月                            | 1月                  | 2月                  | 3月                  | 4月                  | 5月                  | 6月                  | 7月                  | 8月                  | 9月                  | 10月                 | 11月                 | 12月                 | 年                   |
| ----------------------------- | -------------------- | -------------------- | -------------------- | -------------------- | -------------------- | -------------------- | -------------------- | -------------------- | -------------------- | -------------------- | -------------------- | -------------------- | -------------------- |
| 平均最高気温 °C （°F）        | 9.5 (49.1)           | 9.7 (49.5)           | 10.9 (51.6)          | 13.2 (55.8)          | 16.6 (61.9)          | 19.2 (66.6)          | 21.1 (70)            | 21.2 (70.2)          | 19.3 (66.7)          | 15.7 (60.3)          | 11.9 (53.4)          | 10.4 (50.7)          | 14.9 (58.8)          |
| 平均最低気温 °C （°F）        | 4.3 (39.7)           | 4.0 (39.2)           | 5.4 (41.7)           | 6.6 (43.9)           | 9.4 (48.9)           | 11.8 (53.2)          | 14.0 (57.2)          | 14.4 (57.9)          | 12.9 (55.2)          | 10.6 (51.1)          | 7.4 (45.3)           | 5.5 (41.9)           | 8.9 (48)             |
| 降水量 mm （inch）            | 90.4 (3.559)         | 73.6 (2.898)         | 70.8 (2.787)         | 54.4 (2.142)         | 52.0 (2.047)         | 48.6 (1.913)         | 37.0 (1.457)         | 45.6 (1.795)         | 70.3 (2.768)         | 92.2 (3.63)          | 107.9 (4.248)        | 110.5 (4.35)         | 853.3 (33.594)       |
| 平均降水日数 （≥0.2 mm）      | 19.0                 | 15.9                 | 16.3                 | 13.3                 | 12.2                 | 10.7                 | 9.9                  | 10.1                 | 13.3                 | 17.0                 | 19.2                 | 19.5                 | 176.4                |
| 出典：世界気象機関 (国際連合) |                      |                      |                      |                      |                      |                      |                      |                      |                      |                      |                      |                      |                      |